# Doom 64
Doom 64 ist ein Ego-Shooter aus dem Jahre 1997 und Teil der Doom-Reihe. Das Spiel wurde von Midway Games San Diego in Abstimmung mit id Software für die Spielkonsole Nintendo 64 entwickelt. Spielerisch beinhaltete es im Vergleich zum Vorgänger Doom 2: Hell on Earth keine wesentlichen Änderungen, brachte aber einige technische Neuerungen in die Reihe ein.
Am 20. März 2020 veröffentlichte Bethesda Softworks Doom 64 für Microsoft Windows, Xbox One, PlayStation 4, Nintendo Switch sowie Google Stadia. Die Neuauflage wurde von Nightdive Studios entwickelt. Vorbesteller von Doom Eternal erhielten Doom 64 als Beigabe.
Im Gegensatz zu den Vorgängern wurde Doom 64 nie indiziert und erschien ohne Jugendfreigabe in Deutschland.

## Handlung
Die Story spielt nach den Ereignissen von Doom 2, in dessen Verlauf der Spieler die Erde vor einer Dämoneninvasion rettete. Das Militär bombardierte daraufhin die Basen auf Phobos und Deimos breitflächig mit Atomwaffen, um die Gefahr eines weiteren Dämonenangriffs zu beseitigen. Die radioaktive Verstrahlung verhinderte jedoch auch genauere Untersuchungen, sodass ein neuer Dämon, genannt „Mother Demon“, vollkommen unbemerkt die gerade erst von Monstern befreite Marsbasis neu bevölkern kann. Als dies bekannt wird, wird ein Trupp Soldaten ausgesandt, der jedoch bis auf einen Soldaten komplett ausgelöscht wird. Der Spieler übernimmt die Kontrolle dieses letzten Überlebenden. Ziel des Spieles ist es den Mother Demon zu besiegen.

## Spielprinzip
Spielerisch setzt Doom 64 den Ansatz seiner Vorgänger fort. Der Spieler steuert seine Spielfigur aus der Egoperspektive durch labyrinthartige, mit gegnerischen Kreaturen bevölkerte Level. Anfangs unzugängliche Bereiche müssen durch das Auffinden von Schlüsselkarten oder durch die Aktivierung von Schaltern zugänglich gemacht werden, sodass der Spieler angehalten ist, die Umgebung zu erkunden. Dabei kann er auch versteckte Räume (sogenannte secret areas) entdecken.
Auf seinem Weg begegnet der Spieler diversen Monstern, die er mittels seiner Waffen besiegen kann. Munition, Rüstung und Erste-Hilfe-Päckchen zur Auffrischung der Lebensenergie sind in der Umgebung auffindbar. Am Ende jedes Levels befindet sich ein Ausgang, der in den nächsten Level führt.
Die bekannten Waffen aus dem zweiten Teil wurden übernommen und teilweise mit einem Rückstoß versehen. Neu ist eine dämonische Laserkanone namens „Unmaker“, die durch drei in den Leveln versteckte Artefakte aufgerüstet werden kann. Diese Waffe wurde bereits in der Doom Bible (eine Art Drehbuch während der Entwicklung von Doom) erwähnt, fand aber damals keine Verwendung in den PC-Versionen.

## Entwicklung
Die Entwicklung des Spiels begann gegen Ende des Jahres 1994. Die Verantwortung für die Entwicklung lag bei Midway Games San Diego, id Games nahm lediglich eine Aufsichtsfunktion wahr. Midways ursprünglicher Titel für das Spiel war The Absolution, für die Veröffentlichung wählte man den Titel der Reihe mit der Hinzufügung „64“, um die Exklusivität für das Nintendo 64 zu unterstreichen. Im Spiel selbst findet sich der alte Arbeitstitel The Absolution noch als Bezeichnung für den letzten Level.
Technisch basiert Doom 64 auf einer weiterentwickelten Doom-2-Engine. Wie auch bereits in der PlayStation-Portierung von Doom wurde die Möglichkeit genutzt, die Umgebung farbig zu beleuchten und die Skybox zu animieren.
Doom 64 beinhaltet 32 eigens für die Konsole kreierte Level, neue Texturen mit höheren Auflösungen, sowie neue Grafiken für die Waffen und Monster. Die neuen Texturen führten in Verbindung mit der farbigen Beleuchtung der einzelnen Räume zu einer eigenen grafischen Gestaltung, die ähnlich wie bei den Vorgängern durch verschiedene religiöse bzw. okkulte Motive, wie Pentagramme oder Kreuze, ergänzt wurde. Neben einer neuen Variante des Imp gab es den „Mother Demon“ als neuen Endgegner. Da der Speicherplatz auf dem Cartridge nicht für alle Neuerungen ausreichte, entschied man sich, auf Monster wie den „Arch-Vile“ oder den „Spider Mastermind“ zu verzichten.
Ein ursprünglich geplanter Mehrspieler-Modus per Splitscreen wurde letztlich nicht umgesetzt, hauptsächlich da Nintendo nach Angaben von Midway Games die benötigten Entwicklungswerkzeuge nicht rechtzeitig bereitgestellt habe. Als weitere Begründung lieferte Midway, dass bei einem Splitscreen-Modus für jeden Spieler die Positionen der anderen Mitspieler jederzeit erkennbar seien und damit ein großer Reiz des Spiels verloren gehe.
Soundtrack und Klangeffekte wurden von Aubrey Hodges komponiert, der bereits für den Soundtrack der PlayStation-Portierung beauftragt wurde. Diesmal bestand die Hintergrundmusik nicht mehr aus MIDI-basierter Rockmusik, sondern aus düsteren Ambient-Klangkulissen.

## Rezeption
Das Spiel erhielt gemischte, aber überwiegend positive Bewertung (Gamerankings: 73,47 %).

„Rotierende Maschinengewehre, röhrende Kettensägen, knallharte Splatteraction – in Doom 64 geht’s in altbewährter Tradition in jeder Beziehung perfekter zur Sache als je zuvor. Obwohl weder Spielprinzip noch Innovationsreichtum taufrisch sind, macht Doom 64 einen Höllenspaß.“

„Doom 64 erreicht leider nicht ganz das erhoffte hohe Niveau der meisten N64-Spiele. Die zweidimensionalen Bitmap-Gegner hätten ruhig ein paar zusätzliche Animationsphasen vertragen, und die viel zu dunkle Grafik ist auch nicht das Gelbe vom Ei. Trotz dieser Einschränkungen bietet Doom 64 allen Genre-Fans, die Turok schon durchgespielt haben, eine echte neue Herausforderung. Besonders auf den höheren Schwierigkeitsgraden gewinnt das Spielgeschehen enorm an Spannung, und die riesigen Horden von Gegnern gewähren dem Spieler kaum eine Verschnaufpause. Wer also auf harte Action mit eingestreuten Rätseleinlagen steht, bekommt genau das Richtige geboten. Schließlich ist Doom 64 die beste Doom-Version überhaupt.“

### Nachfolger
Eine Fortsetzung namens Doom Absolution sollte von Midway Games in Zusammenarbeit mit id software entwickelt werden. Der Titel sollte sich primär auf den Deathmatch-Modus mit nur zwei Spielern konzentrieren. Das Projekt wurde im Juli 1997, nur drei Monat nach Veröffentlichung von Doom 64, bereits wieder verworfen. Entwickler Tim Hyde äußerte 2019 in einem Forumpost, dass die Entwicklung damals im Prototypenstadium war und eingestellt wurde, weil man sich mehr Erfolg vom parallel laufenden Projekt Quake 64 erhoffte.

## Fanportierungen für PC
Doom 64: The Absolution bezeichnet eine Umsetzung des Konsolenspieles für den PC. Die PC-Umsetzung wurde als Modifikation auf der Doomsday Engine gestartet und nutzt inzwischen eine eigenständige Unterversion derselben. Ziel war es, Doom 64 auf dem Computer auch ohne Emulator spielen zu können. Die Umsetzung wurde von Fans erstellt. Das Spiel ist eine weitgehend detailgetreue Umsetzung des Konsolenspiels, allerdings wurden sechs neue Level hinzugefügt und der „Unmaker“ in seiner Funktion verändert.
Des Weiteren gibt es ein Sequel, welches sich „The Outcast Levels“ nennt und ebenfalls auf der modifizierten Doomsday Engine basiert.
Die Umsetzungen sind Open Source und kostenlos herunterladbar, da sich das Projekt von einer Doom-2-Modifikation in ein eigenständiges Spiel gewandelt hat. Allerdings wird weiterhin die Datei DOOM2.WAD des Original-Spiels oder alternativ die FreeDoom-Version desselben benötigt.
Mit Doom64 EX wurde durch den Entwickler von Doom 64: The Absolution, Samuel Villareal, eine Umsetzung entwickelt, welche, im Gegensatz zu Doom 64: The Absolution, die auf der Doom3D-Engine basierende Kex-Engine nutzt und zum Spielen der Nintendo-64-Version nur Originaldaten verwendet, die vorher mittels eines ebenfalls bereitgestellten Tools aus einem ROM des Konsolenspiels extrahiert werden müssen. Damit ist Doom64 EX eine originalgetreue 1-zu-1-Umsetzung von Doom 64, ohne die Veränderungen in der Levelreihenfolge und der Funktion diverser Waffen, die durch die Entwickler anderer Portierungen vorgenommen wurden.